# Muerte de Steven Crawford
Steven Alexander «Stevie» Crawford (2 de octubre de 1960-c. 11 de julio de 1963) fue un niño anteriormente no identificado encontrado en un embalse en Ashland, Oregón, el 11 de julio de 1963. Fue identificado en 2021.

## Descubrimiento
El 11 de julio de 1963, un hombre de Oregón se encontró con los restos de un niño pequeño mientras pescaba en el embalse Keene Creek en Ashland. Al principio pensó que había descubierto una manta enrollada, sin darse cuenta de lo que encontró hasta que lo sacó del agua. El hombre luego informó de su hallazgo a la policía.

## Investigación inicial
Los investigadores descubrieron que las mantas, junto con una colcha, estaban atadas con alambre y llenas de pesados moldes de hierro para evitar que el cuerpo del niño llegara a la superficie del arroyo. El forense realizó una autopsia al día siguiente y calculó que el niño había muerto en algún momento después de octubre de 1962. El forense calificó la causa de la muerte del niño como desconocida pero probablemente sospechosa. Después de un mes de intentar identificar los restos del niño e innumerables pistas, los investigadores se rindieron y archivaron su caso. El niño fue inhumado en el cementerio Hillcrest Memorial Park en un ataúd de plástico de 114 dólares con una lápida que decía «Baby Doe, conocido solo por Dios». El caso no fue investigado nuevamente durante otros 45 años.

## Interés renovado
En 2007, el sargento detective Colin Fagan le pidió al investigador del condado de Jackson, Jim Tattersall, que buscara en las cajas del sótano del tribunal del condado de Jackson archivos antiguos sobre casos sin resolver. Al hacer esto, se encontró con el caso del pequeño no identificado e informó a Fagan. Los dos se comprometieron a identificar al niño.
En 2008, los restos del niño fueron exhumados, y muestras de ADN se enviaron a CODIS. Sin embargo, ningún perfil en la base de datos coincidió con el niño.
En 2010, los investigadores llevaron el cráneo del niño al consultorio de un dentista equipado con una máquina de rayos X de 360 grados y lo fotografiaron. Luego, el National Center for Missing & Exploited Children (NCMEC) tomó estas imágenes y creó una reconstrucción facial del niño. Los dentistas también les dijeron a los investigadores que el niño podría haber tenido síndrome de Down. Luego, el cráneo del niño fue enviado a un odontólogo forense, que no pudo hacer coincidir ningún registro dental en una base de datos con el niño. El caso se enfrió nuevamente y el niño fue enterrado otra vez.

## Identificación
En diciembre de 2020, la Oficina del Sheriff del condado de Jackson envió el ADN del niño a Parabon NanoLabs y GEDmatch para su fenotipado y análisis genealógico con la ayuda de la genealogista jefe de GEDmatch, CeCe Moore. Ella identificó a un medio hermano que vivía en Ohio y lo entrevistó. Esto la llevó a descubrir que el niño era Steven «Stevie» Crawford, de 2 años, un niño que nació con síndrome de Down.
La familia de Crawford en Nuevo México les dijo a los detectives que desapareció después de que su madre lo llevó de viaje con ella. Cuando regresó sin Stevie, le dijo al resto de su familia que «no tendrían que preocuparse más por él». Al momento de la identificación la madre de Stevie hacía años que había muerto, lo que significa que no pudo ser procesada por la muerte de su hijo. Después de la identificación, sus restos fueron de nuevo exhumados y enterrados en un lote de la familia en Nuevo México.